# Граммов
Граммов (нем. Grammow) — община в Германии, в земле Мекленбург-Передняя Померания.
Входит в состав района Бад-Доберан. Подчиняется управлению Тессин.  Население составляет 181 человек (на 31 декабря 2010 года). Занимает площадь 16,20 км².